# Гіпергенні мінерали
Мінерали гіпергенні ( англ. hypergene minerals, нім. hypergene Minerale n pl) — мінерали, утворені в зоні гіпергенезу, в корі вивітрювання і біосфері при низьких температурах і тисках. До гіпергенних мінералів належать глинисті мінерали, гідроксиди, сульфати, нітрати тощо. Від грецьк. «гіпер» — над, зверху і «генезис» — походження (О. Є. Ферсман, 1922).